# Nezzazatidae
Nezzazatidae es una familia de foraminíferos bentónicos de la superfamilia Nezzazatoidea, del suborden Nezzazatina y del orden Lituolida. Su rango cronoestratigráfico abarca desde el Barremiense (Cretácico inferior) hasta el Maastrichtiense (Cretácico superior).

## Discusión
Clasificaciones previas incluían Nezzazatidae en la superfamilia Haplophragmioidea, así como en el suborden Textulariina del Orden Textulariida, o en el orden Lituolida sin diferenciar el suborden Nezzazatina.

## Clasificación
Nezzazatidae incluye a las siguientes subfamilias y géneros:
- Subfamilia Nezzazatinae
  - Biplanata †
  - Lupertosinnia †
  - Merlingina †
  - Nezzazata †
  - Nezzazatinella †
  - Pyrenina †
  - Sirelina †
  - Tekkeina †
  - Trochospira †
- Subfamilia Coxitinae
  - Antalyna †
  - Coxites †
  - Demirina †
  - Rabanitina †

Otro género considerado en Nezzazatidae es:
- Begia † de la subfamilia Nezzazatinae, aceptado como Nezzazata